# Sacatepéquez
Sacatepéquez é um dos 22 departamentos da Guatemala, país da América Central. Sua capital é a cidade de Antigua Guatemala.

## Municípios
1. Alotenango
2. Antigua Guatemala
3. Ciudad Vieja
4. Jocotenango
5. Magdalena Milpas Altas
6. Pastores
7. San Antonio Aguas Calientes
8. San Bartolomé Milpas Altas
9. San Lucas Sacatepéquez
10. San Miguel Dueñas
11. Santiago Sacatepéquez
12. Santa Catarina Barahona
13. Santa Lucía Milpas Altas
14. Santa María de Jesús
15. Santo Domingo Xenacoj
16. Sumpango